# Pouilley-Français
Ne doit pas être confondu avec Pouilley-les-Vignes.
Pouilley-Français est une commune française située dans le département du Doubs, la région culturelle et historique de Franche-Comté et la région administrative Bourgogne-Franche-Comté.
Les habitants se nomment les Francs-Pouillais et Francs-Pouillaises.

## Géographie
Pouilley-Français se situe entre Besançon et Saint-Vit, à proximité des départements du Jura et de la Haute-Saône.

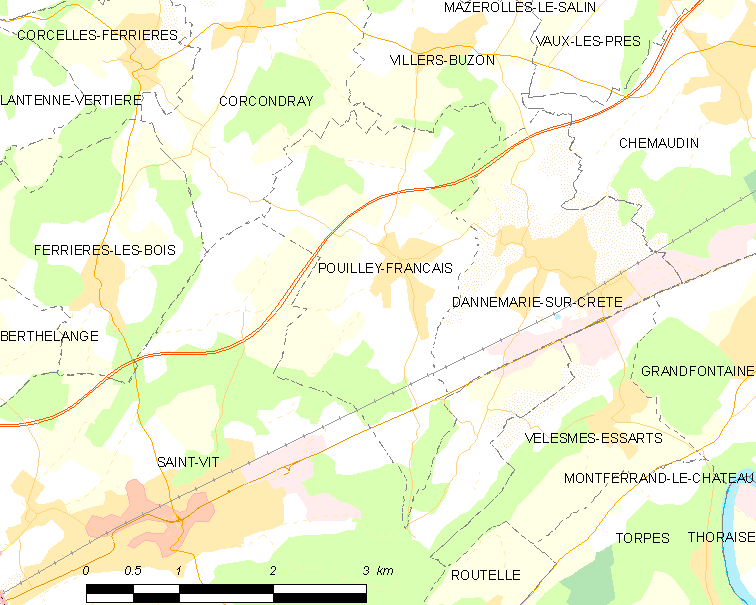
Situation de Pouilley-Français.

### Climat
Pour des articles plus généraux, voir Climat de la Bourgogne-Franche-Comté et Climat du Doubs.
En 2010, le climat de la commune est de type climat des marges montargnardes, selon une étude du Centre national de la recherche scientifique s'appuyant sur une série de données couvrant la période 1971-2000. En 2020, Météo-France publie une typologie des climats de la France métropolitaine dans laquelle la commune est exposée à un climat semi-continental et est dans la région climatique  Jura, caractérisée par une forte pluviométrie en toutes saisons (1 000 à 1 500 mm/an), des hivers rigoureux et un ensoleillement médiocre. 
Pour la période 1971-2000, la température annuelle moyenne est de 10,5 °C, avec une amplitude thermique annuelle de 17,2 °C. Le cumul annuel moyen de précipitations est de 1 104 mm, avec 12,7 jours de précipitations en janvier et 9,3 jours en juillet. Pour la période 1991-2020, la température moyenne annuelle observée sur la station météorologique de Météo-France la plus proche, « Dannemarie-sur-Crète », sur la commune de Dannemarie-sur-Crète à 2 km à vol d'oiseau, est de 11,3 °C et le cumul annuel moyen de précipitations est de 1 066,6 mm. 
La température maximale relevée sur cette station est de 39,9 °C, atteinte le 25 juillet 2019 ; la température minimale est de −22 °C, atteinte le 9 janvier 1985,,. 
Les paramètres climatiques de la commune ont été estimés pour le milieu du siècle (2041-2070) selon différents scénarios d'émission de gaz à effet de serre à partir des nouvelles projections climatiques de référence DRIAS-2020. Ils sont consultables sur un site dédié publié par Météo-France en novembre 2022.

## Urbanisme

### Typologie
Au 1er janvier 2024, Pouilley-Français est catégorisée petite ville, selon la nouvelle grille communale de densité à 7 niveaux définie par l'Insee en 2022.
Elle est située hors unité urbaine. Par ailleurs la commune fait partie de l'aire d'attraction de Besançon, dont elle est une commune de la couronne,. Cette aire, qui regroupe 310 communes, est catégorisée dans les aires de 200 000 à moins de 700 000 habitants,.

### Occupation des sols
L'occupation des sols de la commune, telle qu'elle ressort de la base de données européenne d’occupation biophysique des sols Corine Land Cover (CLC), est marquée par l'importance des territoires agricoles (63,9 % en 2018), en diminution par rapport à 1990 (67,2 %). La répartition détaillée en 2018 est la suivante : prairies (35,7 %), forêts (27,4 %), terres arables (27,2 %), zones urbanisées (8,7 %), zones agricoles hétérogènes (1,1 %). L'évolution de l’occupation des sols de la commune et de ses infrastructures peut être observée sur les différentes représentations cartographiques du territoire : la carte de Cassini (XVIIIe siècle), la carte d'état-major (1820-1866) et les cartes ou photos aériennes de l'IGN pour la période actuelle (1950 à aujourd'hui).

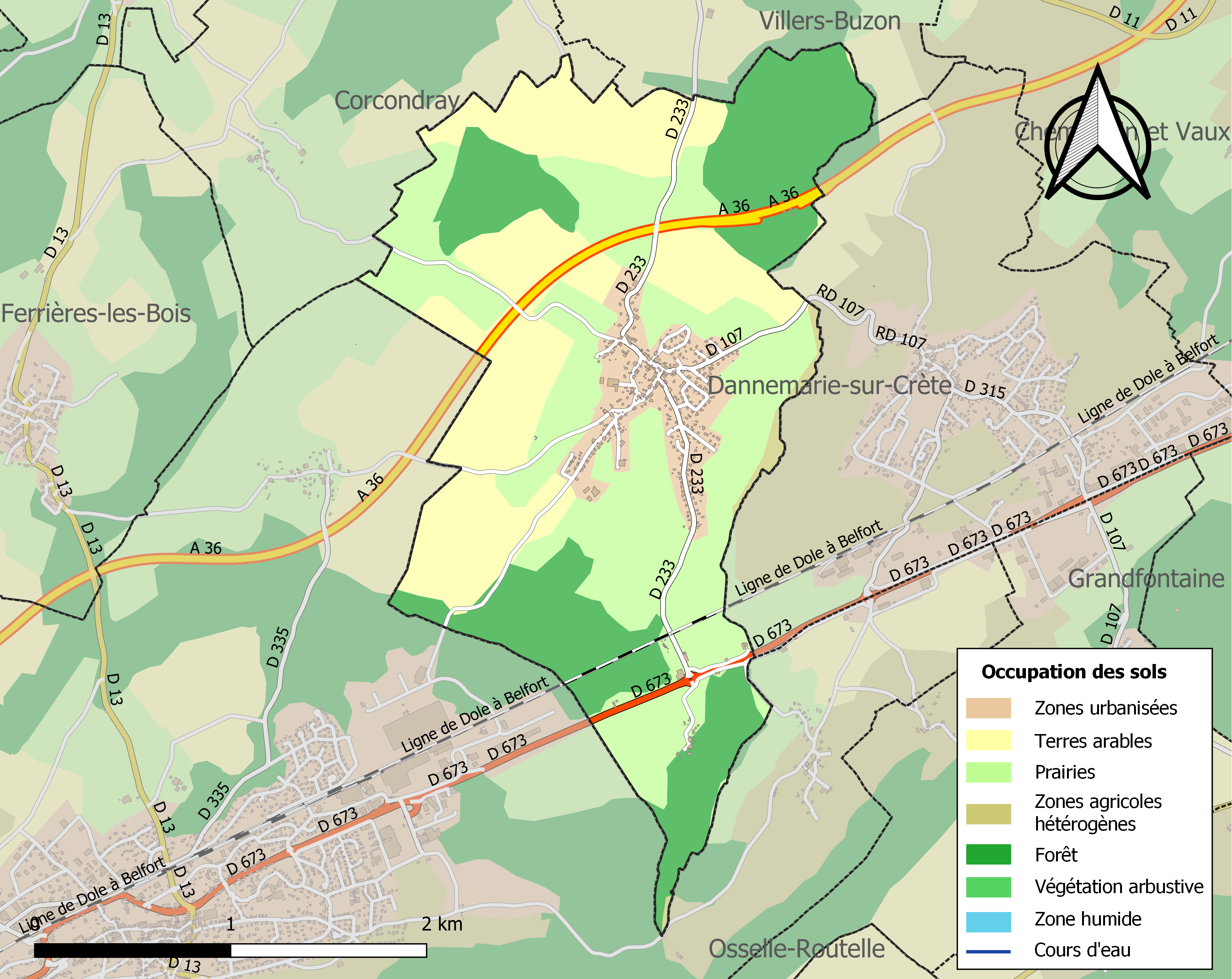
Carte des infrastructures et de l'occupation des sols de la commune en 2018 (CLC).

## Histoire
Les suppositions sur l'origine du nom de Pouilley-Français sont nombreuses, Pouilley tient peut être son origine de Pouillé qui est le tableau des bénéfices dépendant d’une cure, d'une abbaye, d'un diocèse, autrefois, Poillefranceis dépend du Doyenné de Besançon ; ou bien de la racine prélatine Pol, « marécage », comme Poligny ou Pouilley-les-Vignes ou encore de Pauliacum ou de Paulinacum signifiant domaines de Paulius ou Paulinius.
Le nom de Français dont se compose le nom du village apparaît donc dès le XIIIe siècle : Poille Francoys en 1189, Poylley-Françoys en 1226, Poillefrançoys en 1285, Poilley-François en 1584, Pouley-François en 1614, village peuplé de Français (venus de l'autre côté de la Saône), ce qui peut laisser supposer que des colons étrangers, des Français, s'établissent sur place, dont le souvenir se perpétuerait ainsi. Certains veulent y voir la trace d’un affranchissement des habitants du lieu, qui, pour distinguer Pouilley de l’autre, aurait fait état de sa qualité de franc ; Pouilley-François en 1793.

## Politique et administration
Un logo de la commune a été désigné le mercredi 29 juillet 2009 à la suite d'un concours réservé aux habitants du village, les Francs-Pouillais et les Francs-Pouillaises. Une délibération en date du vendredi 6 septembre 2002, approuve le nom donné aux habitants à la suite de différentes propositions faites par la population.

## Lieux et monuments

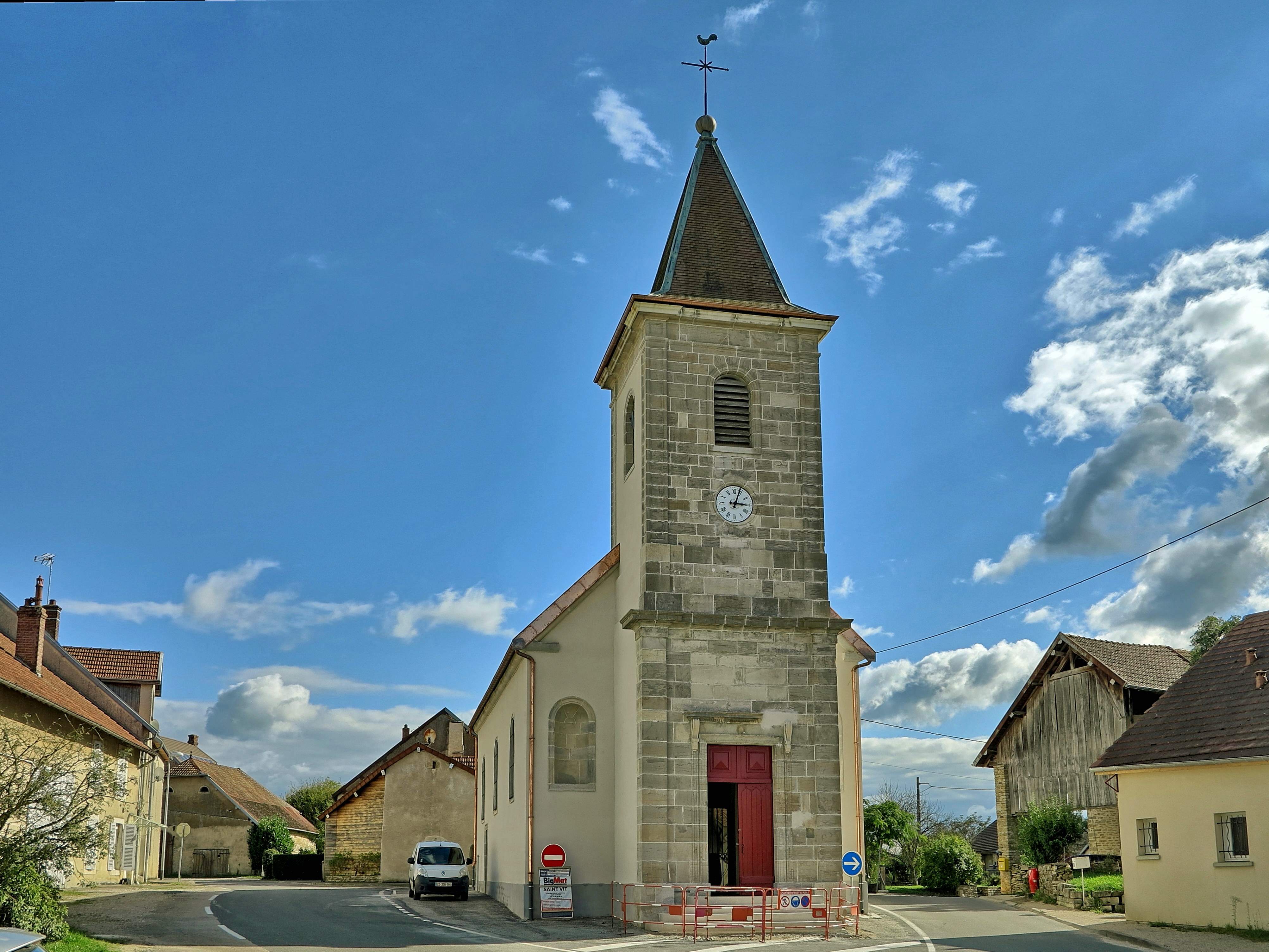
L'église.

## Démographie
L'évolution du nombre d'habitants est connue à travers les recensements de la population effectués dans la commune depuis 1793. Pour les communes de moins de 10 000 habitants, une enquête de recensement portant sur toute la population est réalisée tous les cinq ans, les populations de référence des années intermédiaires étant quant à elles estimées par interpolation ou extrapolation. Pour la commune, le premier recensement exhaustif entrant dans le cadre du nouveau dispositif a été réalisé en 2005.

En 2022, la commune comptait 824 habitants, en évolution de −0,96 % par rapport à 2016 (Doubs : +1,88 %, France hors Mayotte : +2,11 %).
| 1793 | 1800 | 1806 | 1821 | 1831 | 1836 | 1841 | 1846 | 1851 |
| ---- | ---- | ---- | ---- | ---- | ---- | ---- | ---- | ---- |
| 427  | 423  | 447  | 566  | 451  | 392  | 385  | 385  | 396  |

| 1856 | 1861 | 1866 | 1872 | 1876 | 1881 | 1886 | 1891 | 1896 |
| ---- | ---- | ---- | ---- | ---- | ---- | ---- | ---- | ---- |
| 345  | 337  | 321  | 299  | 304  | 264  | 242  | 218  | 195  |

| 1901 | 1906 | 1911 | 1921 | 1926 | 1931 | 1936 | 1946 | 1954 |
| ---- | ---- | ---- | ---- | ---- | ---- | ---- | ---- | ---- |
| 201  | 210  | 195  | 172  | 164  | 177  | 190  | 146  | 158  |

| 1962 | 1968 | 1975 | 1982 | 1990 | 1999 | 2005 | 2006 | 2010 |
| ---- | ---- | ---- | ---- | ---- | ---- | ---- | ---- | ---- |
| 156  | 167  | 260  | 380  | 463  | 591  | 640  | 639  | 778  |

| 2015 | 2020 | 2022 | - | - | - | - | - | - |
| ---- | ---- | ---- | - | - | - | - | - | - |
| 819  | 826  | 824  | - | - | - | - | - | - |